# Manuel Font i Torner
Manuel Font i Torner (Barcelona, 30 d'agost de 1856 - 23 de novembre de 1928) fou un metge i escriptor català.
Fill de Quirze Font i Vilardebó forner natural de La Garriga i de Ignasia Torner i Girona natural de Tàrrega. Fou un personatge pintoresc de la penya de l'Ateneu Barcelonès, col·laborà temporalment a El Poble Català amb una crònica diària firmada amb els pseudònims "Menut" i "Menudalla". Com a metge, es dedicà a la bacteriologia. Fou contertuli dels Quatre Gats. Ramon Casas li va dedicar un retrat, avui conservat al MNAC. Cal destacar que fou el primer en descriure el Mal d'altura en època moderna. Es va casar als 44 anys amb Eulàlia Vilageliu i Corominas filla de la segona dona del seu pare Jacinta Corominas Ribé.